# Jan de Blécourt
Jan Johannes de Blécourt (ur. 13 lipca 1860 w Wildervank, zm. 20 marca 1925 w Laag-Soeren) – holenderski strzelec, olimpijczyk.
Uczestnik Letnich Igrzysk Olimpijskich 1908, gdzie wystąpił w 2 konkurencjach. Osiągnął 36. miejsce w pistolecie dowolnym z 50 jardów i 6. pozycję w drużynowym strzelaniu z pistoletu dowolnego z 50 jardów (uzyskał przedostatni wynik w zespole).

## Wyniki

### Igrzyska olimpijskie
| Igrzyska    | Konkurencja                            | Wynik                             | Miejsce | Źródło |
| ----------- | -------------------------------------- | --------------------------------- | ------- | ------ |
| Londyn 1908 | Pistolet dowolny, 50 jardów            | 381 pkt.                          | 36      | [ 1 ]  |
| Londyn 1908 | Pistolet dowolny, 50 jardów, drużynowo | 1632 pkt. (druż.) 398 pkt. (ind.) | 6       | [ 2 ]  |